# Слон прямобивневий лісовий
Слон прямобивневий лісовий (Elephas antiquus або Palaeloxodon antiquus) — викопний вид слонів, що мешкав у Європі та Західній Азії в середньому та пізньому плейстоцені. Це один з найбільших відомих видів слонів. Дорослі слони в середньому були 4 метри заввишки в плечах і мали вагу у 13 тонн. Прямобивневі слони, ймовірно, жили дуже схоже на сучасних слонів, зі стадами дорослих самок і молодняку, та поодинокими самицями. Цей вид був переважно пов'язаний з помірними та середземноморськими лісами та лісовими біотопами. Прямобивневий слон процвітав в міжльодовикові періоди, коли його ареал простягався по всій Європі аж на північ до Великої Британії та Данії та на схід до Росії. В льодовикові періоди популяції виду концентрувалися на півдні Європи.
Скелети, знайдені разом з кам'яними знаряддями праці та дерев'яними списами, свідчать про те, що на них полювали ранні люди, включаючи Homo heidelbergensis та їхніх неандертальських нащадків. 
Вид належить до роду Palaeoloxodon (інших представників якого також іноді називають прямобивними слонами), що виник в Африці в ранньому плейстоцені, а на початку середнього плейстоцену розселився по Євразії. Найдавніша знахідка Palaeoloxodon в Європі датується приблизно 800—700 000 років тому. Прямобивневий слон є предком ряду видів карликових слонів, що населяли острови Середземномор'я. 

## Опис

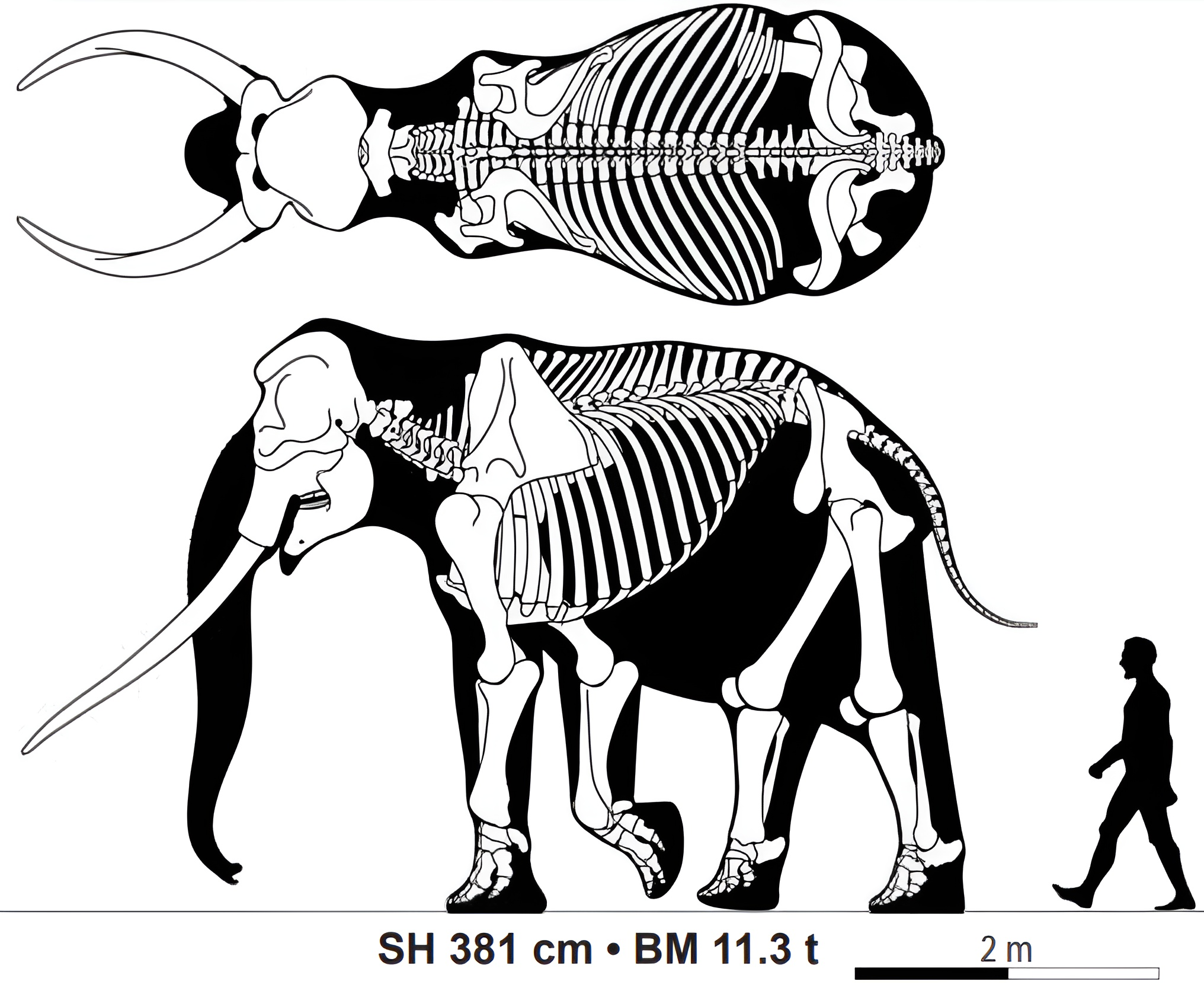
Скелетна діаграма 40-річного слона зростом 3,8 метра у порівнянні з людиною

### Розмір
Вид був статево диморфним, самці були значно більшими за самок; цей розмірний диморфізм був більш вираженим, ніж у сучасних слонів. P. antiquus в середньому був значно більшим за будь-якого сучасного слона і належав до найбільших відомих наземних ссавців, які коли-небудь жили. За оптимальних умов, 90 % популяції самців прямобивневих слонів були здатні досягти висоти у 3,8—4,2 м у плечах та вагу в межах 10,8—15 тонн. Для порівняння, 90 % дорослих африканських саванних слонів — за оптимальних умов зростають до 3,04—3,36 метра і мають масу від 5,2 до 6,9 тонни. Самки досягали висоти плечей і ваги, що рідко перевищувала 3 метри та 5,5 тонн відповідно.
Дорослі самці мали бивні довжиною близько 3,5—4 метрів, з масою понад 100 кілограмів. Збережена частина одного особливо великого і товстого бивня з Ан'єне, Італія, має довжину 3,9 метра, окружність близько 77 сантиметрів, і, за оцінками, за життя цей бивень важив понад 190 кілограмів.

## Поведінка

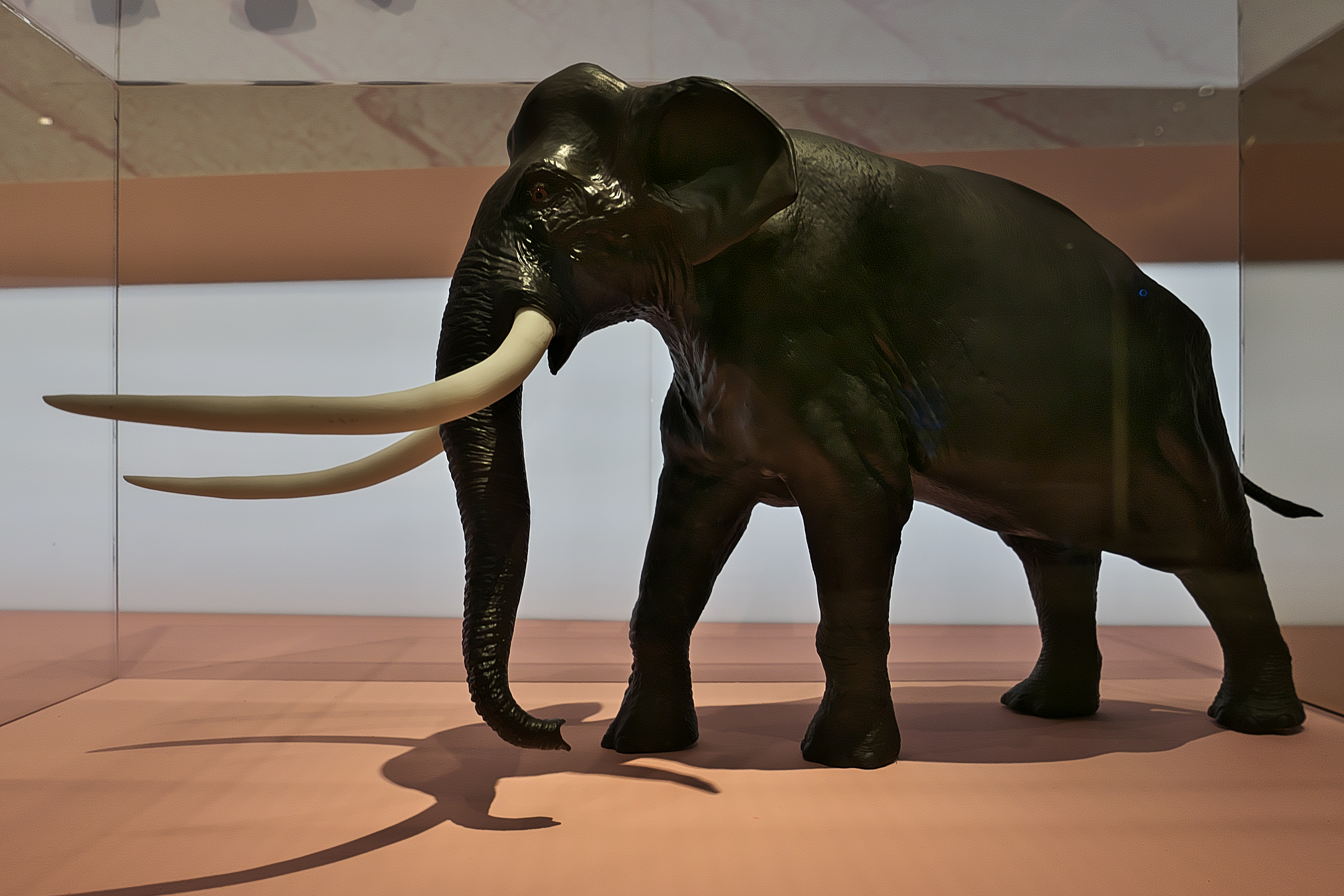
Модель Palaeoloxodon antiquus

Прямобивневі лісові слони жили невеликими стадами, від 5 до 15 особин. Вони полюбляли теплий клімат і процвітали в Європі у інтергляціалі. Мешкали в лісах. За часів гляціалу мігрували на південь.

## Карликові нащадки
На островах Середземного моря мешкали карликові слони, які, ймовірно, були нащадками прямобивневого лісового слона. Основними причинами острівної карликовості слонів є скорочення доступності їжі, хижацтво і конкуренція.